# ECDMA10
ECDMA10 è una District Management Area della municipalità distrettuale di Cacadu
Il suo territorio  si estende su una superficie di 13.283 km²; la sua popolazione, in base al censimento del 2001, è di 6.442 abitanti.
Questo DMA è noto anche con il nome di "Aberdeen Plain" ed è costituito da tre aree non contigue.

## Area 1
L'area più vasta ricade all'interno del Addo Elephant National Park, a nord della municipalità distrettuale.

### Città principali
- Aberdeen Road
- Barakke
- Behulpsaam
- Miller
- Oatlands
- Petersburg
- Rietbron
- Volstruisleegte

### Fiumi
- Bakoondslaagte
- Boesmans
- Bul
- Gannaleegte
- Hops
- Juriesfontein se
- Kalkwal
- Karee
- Kariga
- Klip
- Matjiesvlei
- Melk
- Ouplaas
- Plessis
- Sand
- Sarels
- Skilpadkop
- Sout
- Taka
- Tulpleegte
- Witkoppies se Loop

### Dighe
- Beervleidam
- Rooidam

## Area 2
A sud della municipalità distrettuale, ai confini con il municipio metropolitano di Nelson Mandela, è sita la seconda area del DMA.

### Città principali
- Glenconnor
- Kleinpoort
- Wolwefontein

### Fiumi
- Bezuidenhouts
- Coega
- Elands
- Kariega
- Kwazunga

### Dighe
- Bulk River Dam
- Sandrivier Dam

## Area 3
A sud della municipalità distrettuale, compreso entro i confini della municipalità locale di River Valley, è sita la terza area del DMA.